# カンドヴァン
キャンドヴァーン（کندوان, Kandovan, Candovan）は、イラン・イスラム共和国のタブリーズ、オスクー近郊に位置する村。遊牧民を祖先に持つカシュガイ族の住民が岩山を削った住居（700年以上の歴史を持つ）に現在でも居住する。地質学的には、窪地に溜まったサハンド山(en)の溶岩(火成岩)が風化や浸食によって削られた結果、斜面の岩石が残った物である。
岩山を削ったホテル "Kandovan Tourism Cliff (Rocky) Hotel (5つ星)"、肝臓病に効果があるといわれるミネラルウォーターが観光になっている。